# 브루누 프라투스
브루누 지우제피 프라투스(브라질 포르투갈어: Bruno Giuseppe Fratus, 1989년 6월 30일~)는 브라질의 수영 선수이다. 올림픽에 3회 참가하여 2020년 하계 올림픽 자유형 50m 부문에서 동메달을 획득했다. 또한 세계 선수권 대회에서 은메달 3개, 동메달 1개, 범태평양 선수권 대회에서 금메달 1개, 동메달 1개를 획득했다.